# José Miguel Quintana
José Miguel Quintana (Puebla de Zaragoza, Puebla, 1908 - Ciudad de México, 1987) fue un abogado, catedrático, historiador, investigador y académico mexicano.

## Semblanza biográfica
Realizó sus estudios en la Escuela Nacional de Jurisprudencia de la Universidad Nacional Autónoma de México, obteniendo la licenciatura en Derecho en 1932. Impartió clases de historia del comercio y de historia general en la Escuela Superior de Comercio y Administración y en la Escuela Superior de Ingeniería Mecánica y Eléctrica del Instituto Politécnico Nacional. Ejerció su profesión como abogado y llegó a ser jefe del Departamento de Legislación en la Dirección General de Estudios Financieros de la Secretaría de Hacienda y Crédito Público, dependencia en la cual comenzó su actividad en la investigación histórica.
En 1939 formó la Guía del Archivo Histórico de Hacienda la cual fue publicada en 1940, logró rescatar documentación de las Provincias Internas de la Nueva España que se encontraba en San Luis Potosí, transfiriendo la documentación hacia el archivo de la  Secretaría de Hacienda. A partir de entonces, comenzó a realizar sus publicaciones.
En 1969, fue nombrado miembro de la Academia Mexicana de la Historia, tomó posesión del sillón N° 23 pronunciando el discurso "Los historiadores de la Puebla de los Ángeles". Fue miembro de la Academia Mexicana de Genealogía y Heráldica. Murió en la Ciudad de México en 1987.

## Obras publicadas
- La primera crónica jesuítica mexicana y otras noticias, en 1944.
- Algunas fichas sobre José Longinos Martínez, miembro de la Expedición Botánica de 1786, en 1945.
- Donación de bienes a la Compañía de Jesús en el siglo XVI, en 1947.
- Constituciones viejas del Colegio de San Pedro y San Pablo: convenio sobre las dificultades entre patronos y Compañía de Jesús para la administración del Colegio de San Pedro y San Pablo, en 1947.
- Concierto entre el Mayorazgo de Guerrero y la Compañía de Jesús, en 1947.
- El doctor Nicolás León, estudio bio-bibliográfico, en 1952.
- Mis recuerdos de la casa del Correo Viejo 13 en 1958.
- Las artes gráficas en Puebla, en 1960.
- Agnus Dei de cera y otras noticias, en 1965.
- Bibliohemerografía de Manuel Romero de Terreros, en 1965.
- Recepción profesional del Lic. Sebastián Lerdo de Tejada, en 1967.
- La familia Quintana y algunas de sus alianzas, en 1969.
- La astrología en la Nueva España en el siglo XVII: de Enrico Martínez a Sigüenza y Góngora, en 1969.
- Los historiadores de Puebla de los Ángeles, en 1970.
- Lafragua, político y romántico, en 1974.